# Enciklopedija Jugoslavije
Enciklopedija Jugoslavije nacionalna je enciklopedija SFR Jugoslavije čiji je cilj bio obraditi kulturu, politiku i gospodarstvo južnoslavenskih naroda. Enciklopediju je objavio Leksikografski zavod FNRJ (od 1962. godine Jugoslavenski leksikografski zavod) u dva izdanja. Glavni urednici Enciklopedije bili su Miroslav Krleža, Ivo Cecić i Jakov Sirotković.
Prvo izdanje ima 8 svezaka te je objavljeno od 1955. do 1971. godine, dok drugo izdanje ima 6 svezaka te je objavljeno od 1980. do 1990. godine. Drugo je izdanje objavljeno u 6 inačica na raznim jezicima zastupljenima u stanovništvu SFRJ, a izdanja na makedonskom i albanskom jeziku bila su ujedno prva enciklopedijska djela na tim jezicima. Zbog Raspada SFRJ drugo izdanje nije dovršeno.

## Prvo izdanje
Prvo izdanje imalo je osam svezaka koji su izdani od 1955. do 1971. godine. Tiskano je 30 000 primjeraka svakog sveska.
| Broj sveska | Ime sveska | Godina objavljivanja | Broj stranica |
| ----------- | ---------- | -------------------- | ------------- |
| 1           | A–Bosk     | 1955.                | 708           |
| 2           | Bosna–Dio  | 1956.                | 716           |
| 3           | Dip–Hiđ    | 1958.                | 686           |
| 4           | Hil–Jugos  | 1960.                | 651           |
| 5           | Jugos–Mak  | 1962.                | 690           |
| 6           | Maklj–Put  | 1965.                | 562           |
| 7           | R–Srbija   | 1968.                | 688           |
| 8           | Srbija–Ž   | 1971.                | 654           |

## Drugo izdanje
Rad na drugom izdanju započeo je 1980. godine, ali nije dovršen zbog Raspada Socijalističke Federativne Republike Jugoslavije. U srpskohrvatskome latiničnom izdanju objavljeno je 6 od 12 planiranih svezaka. Osim srpskohrvatskoga te novog ćiriličnog izdanja, enciklopedija je objavljena na četiri druga jezika kojima se govorilo u SFR Jugoslaviji: slovenskome, makedonskome, albanskome i mađarskome.
Planirana je izrada 10 svezaka (uz jedan dopunski) na svakom od jezika te dva sveska na engleskome jeziku. Pritom su se prilozi u srpskohrvatskome izdanju namjeravali prilagoditi na hrvatski književni jezik za SR Hrvatsku, srpskohrvatski za SR Srbiju, srpskohrvatsku/hrvatskosrpsku ijekavicu u SR BiH te srpskohrvatsku ijekavicu za SR Crnu Goru.
Predviđeno je da će drugo izdanje Enciklopedije imati ukupno 68 svezaka, a svako jezično izdanje ukupno 550 araka, 900 000 redaka, 22 000 natuknica (od kojih 10 000 pojmova i tekstova te 12 000 biografskih natuknica) i 15 000 ilustracija. U rad su bile uključene redakcije iz svake od republika i pokrajina, Redakcija za historiju KPJ/SKJ i NOB-a, Redakcija za vojnu historiju i NOR te Redakcija za zajedničke tekstove.

### Popis svezaka
| Broj sveska | Ime sveska | Godina objavljivanja | Broj stranica |
| ----------- | ---------- | -------------------- | ------------- |
| 1           | A–Biz      | 1980.                | 767           |
| 2           | Bje–Crn    | 1982.                | 776           |
| 3           | Crn–Đ      | 1984.                | 750           |
| 4           | E–Hrv      | 1986.                | 748           |
| 5           | Hrv–Janj   | 1988.                | 776           |
| 6           | Jap–Kat    | 1990.                | 731           |

### Popis jezičnih izdanja
| Jezik                     | Ime sveska                   | Godina prvog sveska | Broj izdanih svezaka |
| ------------------------- | ---------------------------- | ------------------- | -------------------- |
| srpskohrvatski (latinica) | Enciklopedija Jugoslavije    | 1980.               | 6                    |
| srpskohrvatski (ćirilica) | Енциклопедија Југославије    | 1983.               | 2                    |
| slovenski                 | Enciklopedija Jugoslavije    | 1983.               | 4                    |
| makedonski                | Енциклопедија на Југославија | 1983.               | 2                    |
| albanski                  | Enciklopedia e Jugosllavisë  | 1984.               | 2                    |
| mađarski                  | Jugoszláv enciklopédia       | 1985.               | 1                    |